# Охитос-де-Санта-Лусия
Охитос-де-Санта-Лусия (исп. Ojitos de Santa Lucía) — населённый пункт и муниципалитет в Мексике, входит в штат Сакатекас. Население 1342 человека.

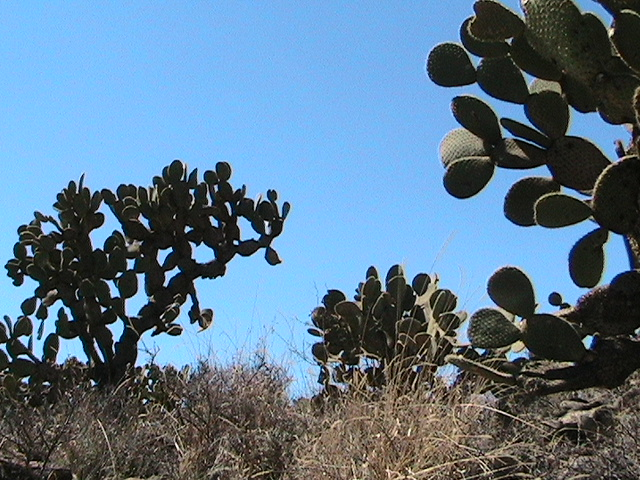
Охитос-де-Санта-Лусия